# HMS Ramillies (07)
Pour les autres navires du même nom, voir HMS Ramillies.
Le HMS Ramillies, nommé d'après la bataille de Ramillies, est un cuirassé de la classe Revenge (parfois appelée classe Royal Sovereign) de la Royal Navy lancé en 1915.

## Construction et lancement

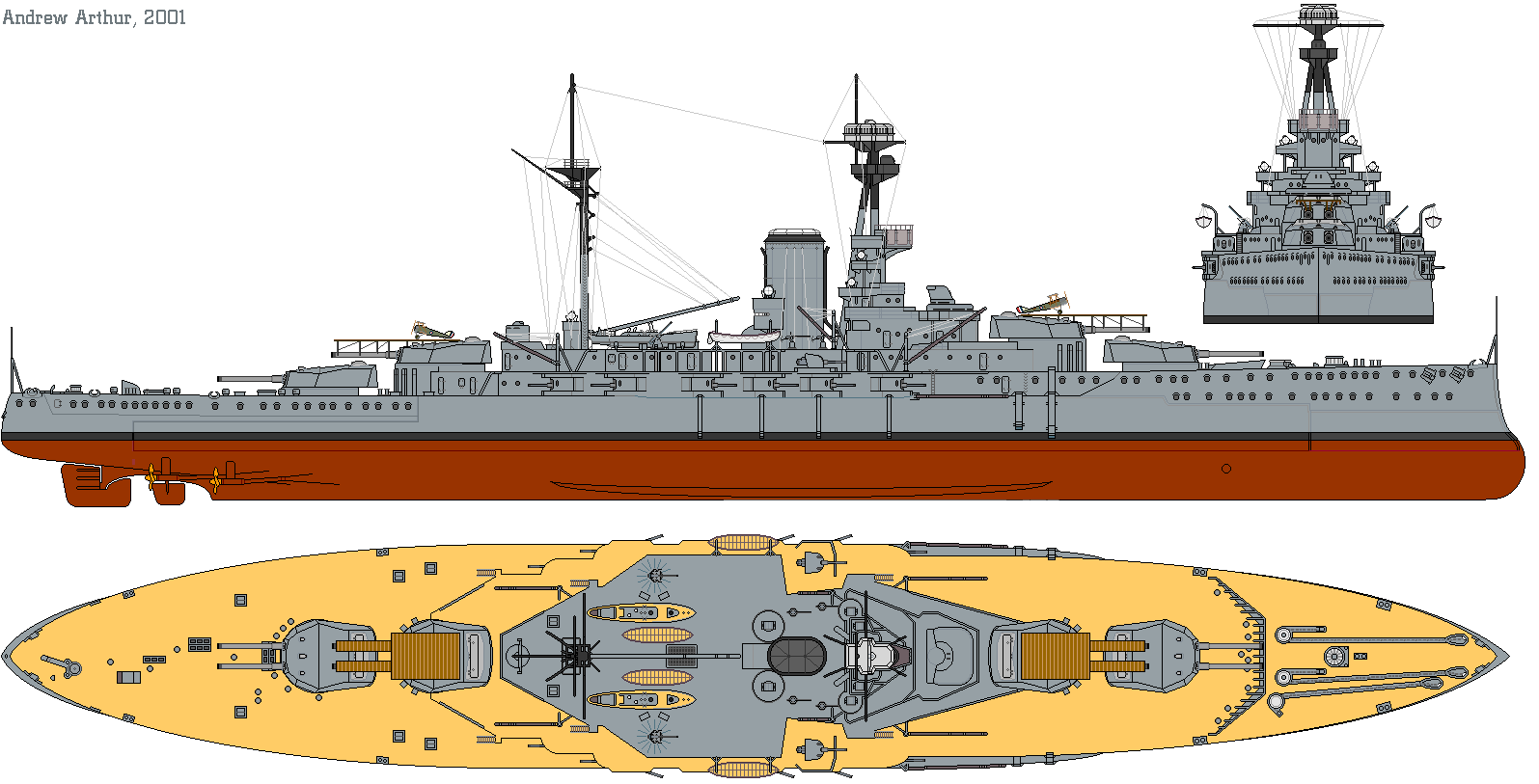
Profil de la classe Revenge

Le HMS Ramillies a été construit par William Beardmore and Company à Dalmuir en Écosse. Il fut lancé le 12 juin 1916 et armé le 1er septembre 1917, mais sa mise en service fut retardée par l'endommagement de son gouvernail lors du lancement. Il fut remorqué avec beaucoup de difficulté au chantier de Cammell Laird, sur la rivière Mersey, pour les réparations. Comme tous les cuirassés de la classe Revenge, le Ramillies avait comme défaut d'avoir ses tourelles simples de 152 mm placés trop bas sur le pont principal, avec le risque qu'elles puissent être inondées par mauvais temps.
En raison d'une prise de conscience croissante du danger d'une attaque de torpille de sous-marins ou de destroyers, le Ramillies, en cours d'achèvement plus tardif que ses sister-ships, fut équipé de bulges anti-torpilles. Le Ramillies avait des plates-formes d'avions installés sur les tourelles B et X en 1918 ainsi qu'une catapulte pour lancer les avions. Le Fairey Flycatcher fut l'avion utilisé pendant la majeure partie de la période 1918-1939.

## Les premières affectations
Le Ramillies, le quatrième navire de son nom à servir dans la Royal Navy, baptisé « Ramillies » d'après la Bataille de Ramillies. Le Capitaine Henry Doughty a été nommé commandant le 11 avril. Les réparations initiales furent achevées en mai 1917 et il partit le 7 mai ; il s'est échoué en chemin et a dû être libéré par huit remorqueurs le 23 mai. Ces accidents ont considérablement retardé l'achèvement du navire par rapport à ses navire jumeau, et il fut le dernier membre de la classe « Revenge » à entrer en service dans la Grand Fleet. Le capitaine Percy Grant a relevé Doughty en juillet et le navire a été affecté au 1er escadron de bataille. En septembre 1917 le Ramillies a mené des essais en mer approfondis pour déterminer l'effet des renflements sur sa vitesse et sa stabilité, et lorsqu'il est devenu clair que les renflements ne réduisaient pas significativement sa vitesse et amélioraient en fait la stabilité, l'Amirauté a décidé de les installer sur ses quatre sister-ships.
Après l'action du 19 août 1916, au cours de laquelle la Grand Fleet avait perdu deux croiseurs légers à la suite des attaques des U-boat allemands, l'amiral John Jellicoe, le commandant de la flotte, a décidé que la flotte ne devrait pas prendre de risque dans de telles sorties à moins que la flotte de haute mer allemande ne s'aventure vers le nord ou que la situation stratégique ne justifie le risque. De son côté, la flotte allemande est restée au port ou s'est entraînée dans la mer Baltique jusqu'en 1917, les deux camps ayant largement abandonné l'idée d'une bataille de surface décisive en mer du Nord. Les deux camps se tournèrent vers la guerre de position, posant des champs de mine marine, et l'Allemagne reprit la campagne de guerre sous-marine sans restriction au début de l'année. En conséquence, « Ramillies » et le reste de la Grande Flotte n'ont vu aucune action au cours des deux dernières années de la guerre.
En 1917, la Grande-Bretagne commença à organiser des convois réguliers vers la Norvège, escortés par des forces légères ; les Allemands attaquèrent ces convois à deux reprises à la fin de l'année, incitant l'amiral David Beatty, qui avait remplacé Jellicoe l'année précédente, à envoyer des escadrons de combat de la Grande Flotte pour escorter les convois. La flotte de haute mer a pris la mer le 23 avril pour attaquer l'un des convois escortés, mais après que le croiseur de bataille SMS Moltke ait subi un grave accident mécanique le lendemain, les Allemands ont été contraints d'interrompre le opération. Le « Ramillies » et le reste de la Grande Flotte sont sortis le 24 avril après avoir intercepté les signaux de sans fil du « Moltke » endommagé, mais les Allemands étaient trop en avance sur les Britanniques, et aucun des coups de feu furent tirés. Le 21 novembre 1918, à la suite de l'Armistice, le toute la Grande Flotte a quitté le port pour escorter la flotte allemande capitulée jusqu'à son internement à Scapa Flow.
Lors des troubles entre la Turquie et la Grande-Bretagne en 1920, Le Ramillies tira depuis sa position en mer de Marmara sur des cibles terrestres turques.
En 1924, le Ramillies rejoignit le 2e escadron de bataille de l’Atlantic Fleet. Au cours de la grève générale de 1926, il fut envoyé à la rivière Mersey pour des approvisionnements alimentaires, ainsi que le HMS Barham. À la fin de 1926, il faisait partie de la Mediterranean Fleet.
En 1928, ses défenses antiaériennes furent modifiées par 4 canons rapides 47 mm et ses deux tourelles de 152 mm du pont gaillard furent enlevées.
Lorsque les troubles politiques éclatèrent en Palestine en 1929, le Ramillies y fut envoyé pour soutenir la présence britannique.
De juin 1932 à août 1934, il fut à Plymouth pour un grand carénage.

## Un navire vieillissant
Au cours de l'année 1937, ses batteries antiaériennes furent changées en 8 canons rapides de 102 mm disposés dans des supports double. Le Ramillies perdit également ses tubes lance-torpilles avant le déclenchement de la Seconde Guerre mondiale de même que sa catapulte.
Il fut plus difficile de moderniser les cuirassés de classe Revenge que ceux de classe Queen Elizabeth, puisque leur faible cylindrée et leur coque plus étroite empêchait l'installation de machines plus grandes, empêchant ainsi d'augmenter leur vitesse.
Les cuirassés japonais en cours de construction ou modernisation dans les années 1930 faisaient 24 à 27 nœuds, tandis que les navires italiens modernisés faisaient entre 26 et 28 nœuds et le nouveau Littorio 30 nœuds. Les croiseurs allemands de classe Deutschland pouvaient atteindre 28 nœuds, tandis que les croiseurs de bataille Scharnhorst et Gneisenau faisaient 32 nœuds et les cuirassés Bismarck et Tirpitz 29 nœuds. En 1939, la vitesse de 23 nœuds du Ramillies ne pouvait plus être atteinte par ses vieilles machines. Souvent, 18 nœuds (33 kilomètres par heure) était sa vitesse maximum, même si en cas d'urgence, elle pouvait parfois faire 20 nœuds.
Ainsi, lorsque le Ramillies et ses navires-jumeaux étaient dans une flotte de combat, l'ensemble du groupe était réduit à leurs vitesses maximales. Cela laissa aux flottes italiennes plus rapides de choisir de s'engager ou non et, si la bataille se dessinait, de manœuvrer à leur avantage. S'ils avaient été confrontés aux forces japonaises supérieures, les Britanniques auraient été trop lents pour s'échapper.
Lorsqu'il fut assigné à la protection des convois et attaqué par les cuirassés ennemis, le Ramillies était trop lent pour les poursuivre ou pour obtenir la position la plus favorable. Toutefois, ses tourelles de 380 mm étaient toujours mortelles, et changèrent le cours des événements à plusieurs reprises.

## Seconde Guerre mondiale
Malgré son âge, le Ramillies rendit service lors de la Seconde Guerre mondiale. Il illustra sa valeur d'ancien navire capital pour son effet dissuasif, les vaisseaux ennemis techniquement supérieurs décidant de ne pas attaquer de peur de subir des dommages dans les mers sous contrôle britannique, loin des bases de réparation. Le Ramillies et son sister-ship Royal Sovereign étaient dans un état sensiblement meilleur que ses autres sister-ships Revenge et Resolution, même s'ils n'eurent pas la modernisation partielle accordée au cinquième, le Royal Oak. Cette situation est notamment illustrée par le fait que le Ramillies et le Royal Sovereign reçurent des modernisations partielles, des améliorations radar et de leurs armes antiaériennes au cours des années 1942 et 1943, tandis que ses deux autres avaient été retirés du service avant la fin 1943 et mis en réserve avec le retrait ultérieur de leurs tourelles principales de 380 mm.

### L'océan Indien
Fin 1939, le Ramillies partit pour l'Orient, avec un séjour dans la l'océan Indien, où Son Altesse Royale le prince Philip servit comme membre d'équipage. Il se rendit en Nouvelle-Zélande à Noël 1939, et du 6 janvier au 12 février 1940, il escorta 13 000 soldats néo-zélandais de Wellington à Suez. Du 15 avril au 7 mai 1940, il escorta les soldats australiens de Melbourne à Suez. Mais avant cela, il fut détourné de ses fonctions d'escorte lorsque l'Amirauté eut connaissance de la présence du croiseur-cuirassé allemand Admiral Graf Spee dans l'océan Indien au large de Lourenço Marques (actuelle Maputo, Mozambique) le 16 novembre 1939. Le Ramillies fut détaché à Aden et forma la Force J avec le cuirassé HMS Malaya et le porte-avions HMS Glorious. Ils furent envoyés au sud pour intercepter le navire allemand, mais celui-ci partit de nouveau dans l'Atlantique Sud où il fut attaqué lors de la bataille du Rio de la Plata près de Montevideo par la Force H, les croiseurs HMS Ajax et HMNZS Achilles, rejoints par le HMS Exeter de la Force G.

### La Méditerranée
Après l'entrée de l'Italie dans la guerre en juin 1940, Le Ramillies servit en Méditerranée. Avec le HMS Royal Sovereign, il escorta un convoi d'Alexandrie à Malte entre le 27 et 30 juin 1940. Du 16 au 18 août, il bombarda en Libye, alors colonie italienne, le port de Bardia et Fort Capuzzo. Sur le chemin du retour, il fut attaqué par l'aviation italienne mais ne fut pas touché. Il faisait partie de la Force D de la Mediterranean Fleet commandée par l'amiral Andrew Cunningham, basé à Alexandrie.
Le Ramillies escorta un convoi d'Alexandrie à Malte du 8 au 14 octobre 1940. Sur le chemin du retour les navires furent attaqués par huit torpilleurs italiens. Il n'y eut pas de pertes britanniques, mais trois des bateaux italiens furent coulés et quatre endommagés par le croiseur léger HMS Ajax. Du 25 au 28 octobre 1940, le Ramillies escorta un convoi d'Alexandrie en Crète. Du 10 au 13 novembre, il assura l'escorte d'un convoi d'Alexandrie à Malte, puis en Crète. Au cours de cette période, un sous-marin ennemi le repéra et lui lança des torpilles mais sans succès.
Le Ramillies avança à l'ouest avec la Mediterranean Fleet fin novembre 1940, faisant partie de l'escorte de quatre navires marchands à destination de Malte avec des fournitures indispensables. Alors qu'il se trouvait en mer, il rompit avec le reste du convoi et se dirigea vers l'ouest. Accompagné par les croiseurs HMS Berwick et HMS Newcastle, il avança à travers le canal de Sicile. Ils devaient rejoindre la Force H de Gibraltar de l'amiral James Somerville, pour escorter trois grands navires marchands rapides se dirigeant vers l'est, deux pour Malte et un pour Alexandrie.
L'amiral Somerville avait le porte-avions HMS Ark Royal un peu derrière le reste de la force, son drapeau dans l'ancien cuirassé HMS Renown, ainsi que les croiseurs HMS Sheffield, HMS Manchester et HMS Despatch et cinq destroyers. Le 27 novembre 1940, un avion de reconnaissance du croiseur italien Bolzano rapporta la présence d'un cuirassé, deux croiseurs et quatre destroyers au nord de Bône. L'amiral italien Inigo Campioni, en mer avec deux cuirassés, six croiseurs lourds et quatorze destroyers, modifia son cap pour les intercepter. Sa force était centrée autour du nouveau et puissant cuirassé Vittorio Veneto et du cuirassé Giulio Cesare. Cependant, l'affrontement (appelé la bataille du cap Teulada), tourna court et causa peu de dégâts de chaque côté.

### L'Atlantique Nord:Scharnhorst,GneisenauetBismarck
Le Ramillies était en service dans le nord de l'océan Atlantique escortant le convoi HX 106, quelque 41 navires, depuis Halifax jusqu'à Liverpool, lorsque le 8 février 1941, les deux nouveaux cuirassés allemands, le Scharnhorst et Gneisenau, apparurent à l'horizon. L'escadron allemand était sous le commandement de l'amiral Günther Lütjens. Le capitaine du Scharnhorst devait attirer le Ramillies, de sorte que le Gneisenau puisse couler les navires marchands. Il était peu probable, cependant, que le capitaine du Ramillies laisse le convoi qu'il protégeait pour chasser un navire beaucoup plus rapide. En outre, le Ramillies était armé de l'excellent canon de marine de 15 pouces BL Mark I, capable de faire des dommages importants aux navires allemands. Mais Lütjens suivit strictement la directive d'Hitler de ne pas engager les navires capitaux ennemis. La présence du Ramillies s'avéra suffisante pour prévenir l'attaque.
Le 24 mai 1941, le Ramillies se trouvait au sud du cap Farvel, au Groenland, avec pour devoir d'escorter le convoi HX 127 vers l'est depuis Halifax. Les autres navires d'escorte, conçus pour répondre à une menace sous-marine, comprenaient un destroyer canadien moderne, le NCSM Ottawa, la corvette marine indienne RIN Sutlej, un destroyer de l’US Navy obsolète HMS Salisbury, un destroyer d'escorte HMS Hambledon, les corvettes HMS Larkspur, HMS Begonia et plusieurs autres navires plus petits.
Le nouveau cuirassé allemand Bismarck avança dans l'Atlantique Nord après la destruction du croiseur de bataille HMS Hood, le plus grand navire de guerre britannique, lors de la bataille du détroit du Danemark (24 mai 1941). Le Ramillies était bien à l'est de Terre-Neuve, au sud-ouest du Bismarck, et si celui-ci avait poursuivi son raid, le Ramillies était tout ce que Royal Navy possédait pour l'empêcher de ravager les couloirs de navigation au large de l'Amérique du Nord. Le 24 mai, l'Amirauté ordonna au Ramillies de quitter son convoi et d'avancer sur une route pour intercepter le navire ennemi. Il s'agissait d'une mesure désespérée, envoyer seul un vieux navire intercepter l'un des cuirassés les plus puissants du monde, soutenu par le croiseur lourd Prinz Eugen. Heureusement pour lui, le Bismarck avait subi des dommages dans l'action contre le HMS Prince of Wales et se dirigea vers la France pour faire des réparations, au lieu de continuer sa mission.

### Retour à l'Océan Indien
Le Ramillies fit partie d'une flotte britannique mise hâtivement en place en mars 1942 par l'amiral James Somerville dans une tentative d'empêcher les forces navales japonaises de couper les voies maritimes de l'Inde. La flotte se composait de deux porte-avions et trois anciens cuirassés de classe Revenge. Ils ne rencontrèrent pas la force principale de la flotte japonaise, qui se retira après avoir causé de grandes destructions à l'expédition alliée, y compris couler un porte-avions et plusieurs autres navires de guerre plus petits.
En mai 1942, le Ramillies était toujours dans l'océan Indien pour couvrir le débarquement allié de Madagascar. Le 29 mai 1942, un avion de reconnaissance du sous-marin japonais I-10 repéra le Ramillies à l'ancre dans le port de Diego Suarez. Le Ramillies changea de quai d'amarrage après cela, mais les sous-marins japonais I-16 et I-20 lancèrent deux sous-marins de poche, dont l'un réussit à pénétrer dans le port et à faire feu de ses deux torpilles. La première torpille endommagea gravement le Ramillies, le second coula le pétrolier British Loyalty.
Le Ramillies fut signalé coulé par les Japonais, mais en réalité n'était que gravement endommagé. Il fut remorqué jusqu'à Durban pour des réparations temporaires, puis en août 1942, il revint à Plymouth par ses propres moyens et fut remis en service en juin 1943. En effet, le constructeur principal de la Royal Navy fut envoyé à Madagascar pour évaluer les dommages causés par la torpille. Son rapport notifia que, même si le navire avait près de 30 ans, il avait résisté à de graves dommages qui auraient sans doute fait couler un navire plus récent. Alors en cale sèche, une épaisseur de 51 mm d'acier fut ajoutée au pont principal au-dessus des magasins, à la suite des leçons tirées du naufrage du Hood ainsi que de l'efficacité des bombardiers en piqué à la bataille de Midway. Quatre canons de 152 mm furent remplacés par deux autres canons antiaériens, reflétant la prise de conscience du plus grand risque posé par les avions que par des navires de surface plus petits.

### Jour-J et Sud de la France

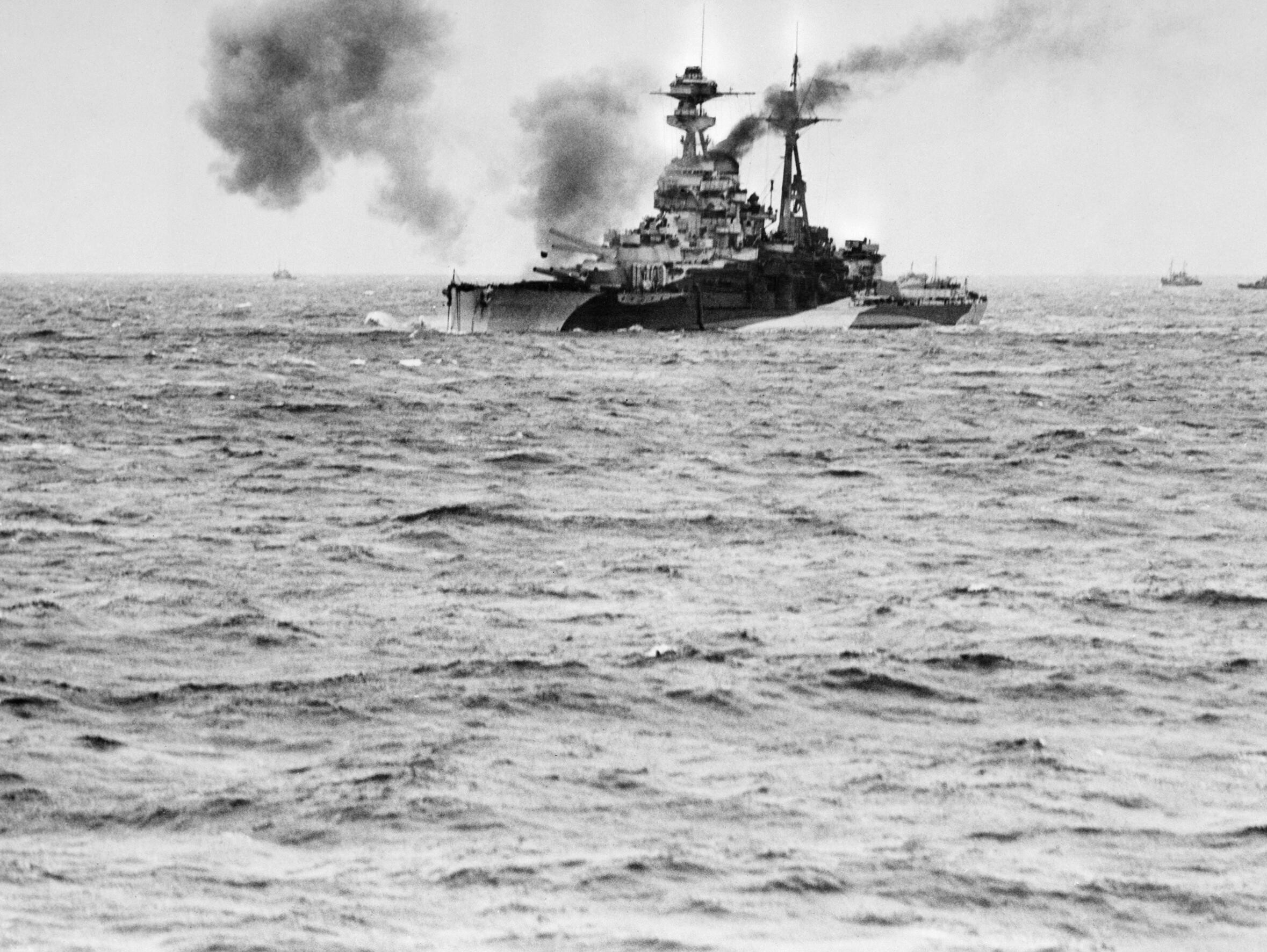
HMS RAMILLIES bombardant la côte Normande, le 6 Juin 1944.

Le 6 juin 1944, le Ramillies fournit un appui feu pour le débarquement en Normandie au sein de la force de bombardement D opérant au large de Sword Beach. Il ouvrit le feu sur la batterie de Berneville dont il détruisit quatre des six pièces de 155 mm après 80 minutes d'engagement. Les deux canons restant furent détruits dans la soirée. Ce même jour, deux bâtiments de guerre allemands lancèrent cinq torpilles en sa direction sans succès. La nuit du 7 juin, le HMS Ramillies retourna à Portsmouth pour se ravitailler et opéra à nouveau au large de la Normandie le lendemain.
Les jours suivants, il appuya la progression des forces terrestres anglo-canadiennes. Le 9 juin, il repoussa une attaque de Schnellboote allemands. Le 10 juin, il frappa les gares de triage ennemies près de Caen. Le 12 juin, un bombardier en piqué allemand le manqua, mais le 15 juin, une artillerie mobile tira 32 obus dont deux frappèrent le navire, blessant un membre d'équipage.
Au cours des opérations en Normandie, le Ramillies tira 1 002 obus de 380 mm, considéré comme le plus important bombardement réalisé par un seul navire à cette époque.
Par la suite, le Ramillies fournit un appui-feu similaire pour l'invasion du sud de la France, le 15 août 1944. Sa tâche fut de réduire au silence les batteries à l'entrée du port de Toulon.

### Fin de carrière

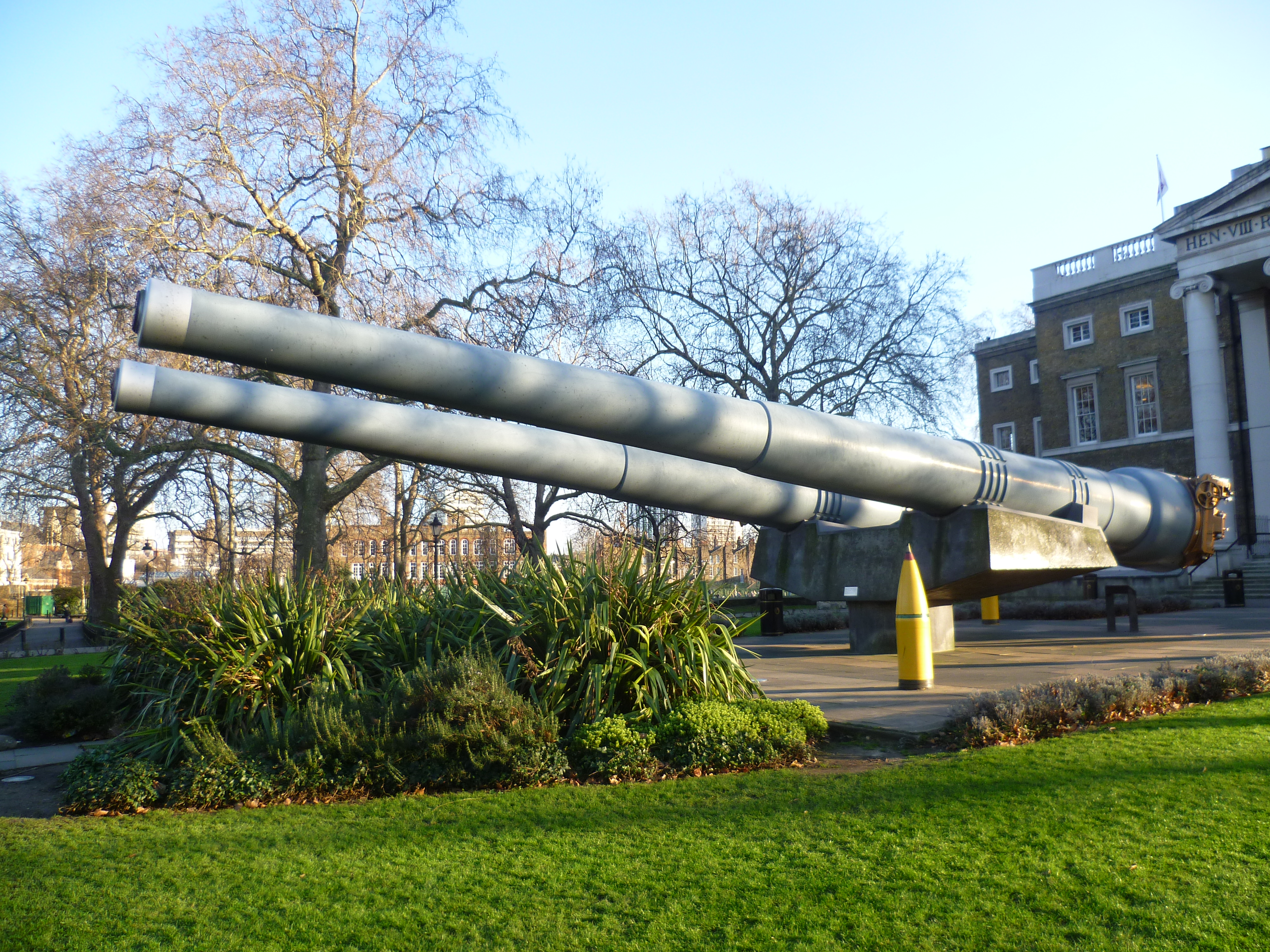
Canon du Ramillies devant l'Imperial War Museum

Placé en réserve le 31 janvier 1945 et utilisé comme navire d'hébergement, il est vendu l'année suivante et démoli en 1949. L'un de ses canons de 380 mm est conservé à l'Imperial War Museum de Londres tandis que sa cloche se trouve sur l'HMCS Star à Hamilton au Canada.

## Sources
- (en) Cet article est partiellement ou en totalité issu de l’article de Wikipédia en anglais intitulé « HMS Ramillies (07) » (voir la liste des auteurs).
- (en) HMS Ramillies sur naval-history.net
- (en) Association HMS Ramillies